# Molossops neglectus
Molossops neglectus е вид бозайник от семейство Булдогови прилепи (Molossidae).

## Разпространение
Видът е разпространен в Аржентина, Бразилия, Венецуела, Гвиана, Колумбия, Суринам и Френска Гвиана.